# Late Night Special
Late Night Special é o segundo álbum de estúdio do grupo Pretty Ricky. Foi lançado em 2007 pela gravadora Atlantic Records, mais de dois anos após o lançamento do álbum de estreia do grupo, intitulado de Bluestars e lançado em 2005.